# Dicranopygium fissile
Dicranopygium fissile är en enhjärtbladig växtart som beskrevs av Gloria A. Galeano och Rodrigo Bernal. Dicranopygium fissile ingår i släktet Dicranopygium och familjen Cyclanthaceae. Inga underarter finns listade.